# Festival Internacional de Cine de Almería
El Festival Internacional de Cine de Almería, abreviado FICAL, es un certamen cinematográfico que se desarrolla anualmente en la ciudad de Almería a mediados del mes de noviembre organizado por la Diputación Provincial de Almería.

## Historia
Comenzó su andadura en el año 2002 bajo el nombre de Festival Internacional de Cortometrajes Almería en Corto, cambiando su denominación a la actual en la edición de 2016. Tiene su origen en el Festival Nacional de Cortometrajes Almería, Tierra de Cine celebrado entre los años 1996 y 2000.
Este Festival apoya desde sus inicios la realización de cortometrajes tanto internacionales como nacionales con una producción independiente y una idea original. Así como óperas primas nacionales (e internacionales fuera de concurso) desde la XIII edición (2014), y series nacionales desde la XX edición (2021).

## Secciones

### Certamen Internacional de Cortometrajes 'Almería en Corto'
Celebrado desde 2002, admite cortometrajes tanto nacionales como internacionales cuya duración no sea superior a 30 minutos.

### Certamen Nacional de Largometrajes 'Ópera Prima'
Certamen de largometrajes de nacionalidad española que constituyan el primer trabajo de dirección. Es compatible el primer trabajo de documental con el primero en ficción y viceversa. También es compatible para quienes dirijan su primer largometraje en solitario, aunque antes lo hayan hecho en coproducción.

### Certamen Nacional de Series de Televisión
Concursan series de nacionalidad española, siendo consideradas como tal las que la empresa que las desarrolle o el showrunner sean españoles.

### Concurso de proyectos de producción audiovisual almerienses
Concurso cuyo objetivo es el impulso de proyectos cinematográficos que se rueden o graben en la provincia de Almería. Va dirigido para productoras o audiovisuales que tengan su domicilio fiscal en Almería, con la entrega de 4 premios, para el rodaje de largometrajes y dos cortometrajes.

### Maratón 48x3
Celebrada desde 2020, consiste en la valoración de guion, grabación y edición de cortometrajes en la provincia de Almería por parte de un equipo de trabajo, con rapidez y espontaneidad.

## Ediciones y premios
| Edición                                                  | Fecha                                                    | Mejor Cortometraje                                                                   | Mejor Cortometraje                                                                         | Mejor Cortometraje                                       | Mejor Cortometraje                                       | Mejor Cortometraje                                       | Mejor Cortometraje | Mejor Ópera Prima                                           | Mejor Ópera Prima                                                        | Mejor Serie                                              | Mejor Serie                                              | Mejor Serie                                                        | Mejor Serie                                              | Mejor Serie                                              | Mejor Serie                                              |
| Edición                                                  | Fecha                                                    | Nacional                                                                             | Internacional                                                                              | Iberoamericano                                           | Andaluz                                                  | Almeriense                                               | Público y otros | Primer premio                                               | Segundo premio                                                           | Dramática                                                | Comedia                                                  | Miniserie                                                          | Diaria                                                   | Público                                                  | Honor                                                    |
| Festival Internacional de Cortometrajes Almería en Corto | Festival Internacional de Cortometrajes Almería en Corto | Festival Internacional de Cortometrajes Almería en Corto                             | Festival Internacional de Cortometrajes Almería en Corto                                   | Festival Internacional de Cortometrajes Almería en Corto | Festival Internacional de Cortometrajes Almería en Corto | Festival Internacional de Cortometrajes Almería en Corto | Festival Internacional de Cortometrajes Almería en Corto | Festival Internacional de Cortometrajes Almería en Corto    | Festival Internacional de Cortometrajes Almería en Corto                 | Festival Internacional de Cortometrajes Almería en Corto | Festival Internacional de Cortometrajes Almería en Corto | Festival Internacional de Cortometrajes Almería en Corto           | Festival Internacional de Cortometrajes Almería en Corto | Festival Internacional de Cortometrajes Almería en Corto | Festival Internacional de Cortometrajes Almería en Corto |
| -------------------------------------------------------- | -------------------------------------------------------- | ------------------------------------------------------------------------------------ | ------------------------------------------------------------------------------------------ | -------------------------------------------------------- | -------------------------------------------------------- | -------------------------------------------------------- | --- | ----------------------------------------------------------- | ------------------------------------------------------------------------ | -------------------------------------------------------- | -------------------------------------------------------- | ------------------------------------------------------------------ | -------------------------------------------------------- | -------------------------------------------------------- | -------------------------------------------------------- |
| I - 2002                                                 | 27 de mayo - 1 de junio                                  | ...ya no puede caminar (de Luiso Berdejo) Hoy por ti, mañana por mí (de Fran Torres) | ...ya no puede caminar (de Luiso Berdejo) Hoy por ti, mañana por mí (de Fran Torres)       | No se otorgó                                             | No se otorgó                                             | No se otorgó                                             | Premio del público El sueño del caracol (de Iván Sáinz-Pardo) Mención especial La primera vez (de Borja Cobeaga) Tercero B (de José Mari Goenaga)                          | No se otorgó                                                | No se otorgó                                                             | No se otorgó                                             | No se otorgó                                             | No se otorgó                                                       | No se otorgó                                             | No se otorgó                                             | No se otorgó                                             |
| II - 2003                                                | 26 - 31 de mayo                                          | Houdinis hund (de Sara Johnsen) De beste går først (de Hans Petter Moland)           | Houdinis hund (de Sara Johnsen) De beste går først (de Hans Petter Moland)                 | No se otorgó                                             | Manipai (de Jorge Dayas)                                 | No se otorgó                                             | Premio del público Uno más, uno menos (de Álvaro Pastor y Antonio Naharro) Mención especial El viaje (de Toni Bestard) A fever in the blood (de Andrew Pulver)             | No se otorgó                                                | No se otorgó                                                             | No se otorgó                                             | No se otorgó                                             | No se otorgó                                                       | No se otorgó                                             | No se otorgó                                             | No se otorgó                                             |
| III - 2004                                               | 28 de mayo - 5 de junio                                  | Llévame a otro sitio (de David Martín de los Santos)                                 | Deluge (de Flordeliz Bonifacio) Asylum (de Sandy McLeod)                                   | No se otorgó                                             | La nariz de Cleopatra (de Richard Jordan)                | No se otorgó                                             | Premio del público La llamada (de David del Águila) Mención especial Nibbles (de Chris Hinton)                                                                             | No se otorgó                                                | No se otorgó                                                             | No se otorgó                                             | No se otorgó                                             | No se otorgó                                                       | No se otorgó                                             | No se otorgó                                             | No se otorgó                                             |
| IV - 2005                                                | 24 de mayo - 4 de junio                                  | La ruta natural (de Álex Pastor)                                                     | Everything in this country must (de Gary Mckendry) Mona Lisa (de Sotiris Dounoukos)        | No se otorgó                                             | La gota (de Alfonso Sánchez)                             | No se otorgó                                             | Premio del público Little terrorist (de Ashvin Kumar) Mención especial Azadón (de Pepe Marín) Siempre quise trabajar en una fábrica (de Esteban Crespo)                    | No se otorgó                                                | No se otorgó                                                             | No se otorgó                                             | No se otorgó                                             | No se otorgó                                                       | No se otorgó                                             | No se otorgó                                             | No se otorgó                                             |
| V - 2006                                                 | 23 de mayo - 3 de junio                                  | La guerra (de Luiso Berdejo y Jorge C. Dorado)                                       | Medianeras (de Gustavo Taretto) Spättans Väg (de Johannes Stjärne Nilsson y Ola Simonsson) | No se otorgó                                             | Marina: la última bala (de Richard Jordan)               | No se otorgó                                             | Premio del público Medianeras (de Gustavo Taretto) Mención especial Green Bush (de Warwick Thornton) The last chip (de Heng Tang)                                          | No se otorgó                                                | No se otorgó                                                             | No se otorgó                                             | No se otorgó                                             | No se otorgó                                                       | No se otorgó                                             | No se otorgó                                             | No se otorgó                                             |
| VI - 2007                                                | 15 - 26 de mayo                                          | Contracuerpo (de Pepe Jordana)                                                       | Adjustment (de Ian Mackinnon) Lampa cu caciula (de Radu Jude)                              | No se otorgó                                             | Mi tío Paco (de Tacho González)                          | No se otorgó                                             | Premio del público Tanghi argentini (de Guido Thys) Mención especial Eut-elle ete criminelle (de Jean-Gabriel Périot) Il neige a Marrakech (de Hichan Alhayat)             | No se otorgó                                                | No se otorgó                                                             | No se otorgó                                             | No se otorgó                                             | No se otorgó                                                       | No se otorgó                                             | No se otorgó                                             | No se otorgó                                             |
| VII - 2008                                               | 5 - 13 de diciembre                                      | Spielzeugland (de Jochen Alexander Freydank)                                         | Spielzeugland (de Jochen Alexander Freydank)                                               | No se otorgó                                             | Mensajes de voz (de Fernando Franco)                     | No se otorgó                                             | Premio del público Spielzeugland (de Jochen Alexander Freydank) | No se otorgó                                                | No se otorgó                                                             | No se otorgó                                             | No se otorgó                                             | No se otorgó                                                       | No se otorgó                                             | No se otorgó                                             | No se otorgó                                             |
| VIII - 2009                                              | 4 - 12 de diciembre                                      | Luksus (de Jarek Sztandera)                                                          | Luksus (de Jarek Sztandera)                                                                | No se otorgó                                             | Tosferina (de Álvaro Alosno)                             | No se otorgó                                             | Premio del público La rubia de Pinos Puente (de Vicente Villanueva) Mención especial El empleo (de Santiago 'Bou' Grasso)                                                  | No se otorgó                                                | No se otorgó                                                             | No se otorgó                                             | No se otorgó                                             | No se otorgó                                                       | No se otorgó                                             | No se otorgó                                             | No se otorgó                                             |
| IX - 2010                                                | 6 - 11 de diciembre                                      | El pabellón alemán (de Juan Millares)                                                | El pabellón alemán (de Juan Millares)                                                      | No se otorgó                                             | Estocolmo (de Juan Francisco Viruega)                    | No se otorgó                                             | Premio del público I Love Luci (de Colin Kennedy) Amnistía Internacional El pabellón alemán (de Juan Millares)                                                             | No se otorgó                                                | No se otorgó                                                             | No se otorgó                                             | No se otorgó                                             | No se otorgó                                                       | No se otorgó                                             | No se otorgó                                             | No se otorgó                                             |
| X - 2011                                                 | 5 - 9 de diciembre                                       | Birdboy (de Alberto Vázquez y Pedro Rivero)                                          | Rite (de Michael Pearce)                                                                   | No se otorgó                                             | Tierra estéril (de Irene Garcés)                         | En la próxima parada (de Francisco Pérez)                | Premio del público L'accordeur (de Olivier Treiner) Amnistía Internacional Na Wewe (de Iván Goldschmidt)                                                                   | No se otorgó                                                | No se otorgó                                                             | No se otorgó                                             | No se otorgó                                             | No se otorgó                                                       | No se otorgó                                             | No se otorgó                                             | No se otorgó                                             |
| XI - 2012                                                | 4 - 8 de diciembre                                       | Prólogo (de Lucas Figueroa)                                                          | II était une fois un artiste (de Marjan Brentjes)                                          | No se otorgó                                             | Ágape. Historia de un sueño (de Carlos Quiles Menchero)  | Summons (de Mario Carbajosa)                             | Premio del público Ágape. Historia de un sueño (de Carlos Quiles Menchero) Amnistía Internacional Einspruch VI (de Rolando Colla)                                          | No se otorgó                                                | No se otorgó                                                             | No se otorgó                                             | No se otorgó                                             | No se otorgó                                                       | No se otorgó                                             | No se otorgó                                             | No se otorgó                                             |
| XII - 2013                                               | 3 - 7 de diciembre                                       | Terapia (de Beatriu Vallès)                                                          | Great (de Andreas Henn)                                                                    | No se otorgó                                             | A propósito de Ndugu (de David Muñoz)                    | Me llaman Búho (de Irene Garcés)                         | Premio del público Great (de Andreas Henn) Amnistía Internacional Inside the box (de David Martín-Porras)                                                                  | No se otorgó                                                | No se otorgó                                                             | No se otorgó                                             | No se otorgó                                             | No se otorgó                                                       | No se otorgó                                             | No se otorgó                                             | No se otorgó                                             |
| XIII - 2014                                              | 2 - 6 de diciembre                                       | Gea (de Jaime Maestro)                                                               | Orbit Ever After (de Jaime Stone)                                                          | No se otorgó                                             | Zugzwang (de Yolanda Pérez Centeno)                      | Escribir es reescribir (de Luis Francisco Pérez)         | Premio del público Papa dans maman (de Fabrice Bracq) Amnistía Internacional Die box (de Sascha Zimmermann)                                                                | Anochece en la India (de Chema Rodríguez)                   | No se otorgó                                                             | No se otorgó                                             | No se otorgó                                             | No se otorgó                                                       | No se otorgó                                             | No se otorgó                                             | No se otorgó                                             |
| XIV - 2015                                               | 1 - 6 de diciembre                                       | Víctor XX (de Ian de la Rosa)                                                        | Plein Soleil (de Frédéric Castadot)                                                        | Fritas (de Manuel Gomar)                                 | Víctor XX (de Ian de la Rosa)                            | Luis Luis (de José Carlos Castaño)                       | Premio del público Discipline (de Christophe M. Saber) Amnistía Internacional África (de Álvaro Iglesias y Rodrigo Rodríguez)                                              | A cambio de nada (de Daniel Guzmán)                         | Techo y comida (de Juan Miguel del Castillo)                             | No se otorgó                                             | No se otorgó                                             | No se otorgó                                                       | No se otorgó                                             | No se otorgó                                             | No se otorgó                                             |
| Festival Internacional de Cine de Almería                |                                                          |                                                                                      |                                                                                            |                                                          |                                                          |                                                          | |                                                             |                                                                          |                                                          |                                                          |                                                                    |                                                          |                                                          |                                                          |
| XV - 2016                                                | 13 - 19 de noviembre                                     | Cabezas habladoras (de Juan Vicente Córdoba)                                         | Timecode (de Juanjo Giménez Peña)                                                          | Volver a empezar (de César Deneken)                      | Norte (de Javier García Garrido)                         | El norte (de Juan José Zanoletty)                        | Premio del público Madam Black (de Ivan Barge) Amnistía Internacional The sky queen (de Simon Maignan)                                                                     | Tarde para la ira (de Raúl Arévalo)                         | 100 metros (de Marcel Barrena)                                           | No se otorgó                                             | No se otorgó                                             | No se otorgó                                                       | No se otorgó                                             | No se otorgó                                             | No se otorgó                                             |
| XVI - 2017                                               | 12 - 18 de noviembre                                     | Madre (de Rodrigo Sorogoyen)                                                         | Chike (de Lucía Ravanelli)                                                                 | Una familia de verdad (de Israel Medrano Pérez)          | Cachorro (de Jesús Rivera)                               | Cachorro (de Jesús Rivera)                               | Premio del público Una casa en el campo (de Chiqui Carabante) Amnistía Internacional Vernon Walks (de Santiago Zannou) Premio Movistar+ Bonboné (de Rakan Mayasi)          | Verano 1993 (de Carla Simón)                                | No sé decir adiós (de Lino Escalera)                                     | No se otorgó                                             | No se otorgó                                             | No se otorgó                                                       | No se otorgó                                             | No se otorgó                                             | No se otorgó                                             |
| XVII - 2018                                              | 17 - 24 de noviembre                                     | Silencio, por favor (de Carlos Villafaina)                                           | Mamartuile (de Alejandro Saevich)                                                          | Mujer y filipina (de Luis J. Barroso)                    | Domesticado (de Juan Francisco Viruega)                  | Cazatalentos (de José Herrera)                           | Premio del público Cazatalentos (de José Herrera) Amnistía Internacional Walls (de Maik Schuster, Fatmir Dolci y Max Paschke) Premio Movistar+ The Box (de Dusan Kastelic) | Carmen y Lola (de Arantxa Echevarría)                       | Dhogs (de Andrés Goteira)                                                | No se otorgó                                             | No se otorgó                                             | No se otorgó                                                       | No se otorgó                                             | No se otorgó                                             | No se otorgó                                             |
| XVIII - 2019                                             | 16 - 23 de noviembre                                     | Gastos incluidos (de Javier Macipe)                                                  | Cadoul de Craciun (de Bogdan Muresanu)                                                     | Tu último día en la tierra (de Marc Martínez Jordán)     | Happy Friday (de José A. Campos)                         | Rígido (de Pablo Miralles Álvarez y Fernando M. López)   | Premio del público La cicatriz (de Juan Francisco Viruega) Amnistía Internacional Cadoul de Craciun (de Bogdan Muresanu)                                                   | La inocencia (de Lucía Alemany)                             | Ventajas de viajar en tren (de Aritz Moreno)                             | No se otorgó                                             | No se otorgó                                             | No se otorgó                                                       | No se otorgó                                             | No se otorgó                                             | No se otorgó                                             |
| XIX - 2020                                               | 14 - 21 de noviembre                                     | A la cara (de Javier Marco Rico)                                                     | Da Yie (de Anthony Nti)                                                                    | A Veggie Western (de José Carlos Jiménez Revuelta)       | Inocencia (de Paco Sepúlveda)                            | Alimezher (de Liteo Pedregal)                            | Premio del público Burqa City (de Fabrice Bracq) AEDAVA El inconveniente (de Bernabé Rico)                                                                                 | Las niñas (de Pilar Palomero)                               | La vida era eso (de David Martín de los Santos)                          | No se otorgó                                             | No se otorgó                                             | No se otorgó                                                       | No se otorgó                                             | No se otorgó                                             | No se otorgó                                             |
| XX - 2021                                                | 19 - 28 de noviembre                                     | Tótem Loba (de Verónica Echegui)                                                     | Bluestar (de François Vacarisas)                                                           | Mama (de Pablo de la Chica)                              | Farrucas (de Ian de la Rosa)                             | Marcianos (de David Pérez del Águila)                    | Premio del público The HandyMan (de Nicholas Clifford) Amnistía Internacional Farrucas (de Ian de la Rosa)                                                                 | Libertad (de Clara Roquet)                                  | Érase una vez en Euskadi (de Manu Gómez)                                 | 30 monedas (de Álex de la Iglesia)                       | Venga Juan (de Diego San José)                           | Antidisturbios (de Rodrigo Sorogoyen e Isabel Peña)                | No se otorgó                                             | No se otorgó                                             | Cuéntame como pasó                                       |
| XXI - 2022                                               | 18 - 27 de noviembre                                     | 36 (de Ana Lambarri)                                                                 | Tonser (de Mads Koudal)                                                                    | Estrellas del desierto (de Katherina Harder Sacre)       | Crudo (de Rafael Martínez Calle)                         | Enero del 66 (de Jaime García Parra)                     | Enero del 66 (de Jaime García Parra) | Suro (de Mikel Gurrea)                                      | Cinco lobitos (de Alauda Ruiz de Azúa)                                   | La unidad (de Dani de la Torre y Alberto Marini)         | No me gusta conducir (de Borja Cobeaga)                  | Apagón (de Fran Araújo y otros creadores)                          | No se otorgó                                             | Los herederos de la tierra                               | Amar es para siempre                                     |
| XXII - 2023                                              | 17 - 26 de noviembre                                     | Arquitectura emocional 1959 (de León Siminiani)                                      | Tria (de Giulia Grandinetti)                                                               | O Prazer é Todo Meu (de Vanessa Sandre)                  | La vida entre dos noches (de Antonio Cuesta)             | Los veranos de tu invierno (de Nei Loya)                 | Premio del público Céntrico (de Luso Martínez) | 20.000 especies de abejas (de Estibaliz Urresola Solaguren) | Sobre todo de noche (de Víctor Iriarte)                                  | Rapa (de Pepe Coira y Fran Araújo)                       | Poquita fe (de Pepón Montero y Juan Maidagán)            | El hijo zurdo (de Rafael Cobos)                                    | La Moderna (de Luis Santamaría y Humberto Miró)          | Montecristo                                              | La que se avecina                                        |
| XXIII - 2024                                             | 15 - 24 de noviembre                                     | Mentiste Amanda (de Eva Libertad y Nuria Muñoz)                                      | Rachid (de Rachida El Garani)                                                              | La asistente (de Pierre Llanos)                          | Los domingos que quedan (de Manolo Pavón)                | 8 de febrero (de Sara Martínez Sanz)                     | Premio del público 8 de febrero (de Sara Martínez Sanz) Amnistía Internacional La gran obra (de Àlex Lora)                                                                 | La estrella azul (de Javier Macipe)                         | Premio especial del jurado Por donde pasa el silencio (de Sandra Romero) | Entrevías (de David Bermejo)                             | Celeste (de Diego San José)                              | Querer (de Alauda Ruiz de Azúa, Eduard Sola y Júlia de Paz Solvas) | Valle salvaje (de Josep Cister Rubio)                    | Sueños de libertad                                       | Física o química                                         |

## Premios 'Almería Tierra de Cine'
Desde el año 2012 los premios Almería Tierra de Cine se complementan con la colocación de un lucero en el denominado Paseo de las Estrellas de Almería, frente al Teatro Cervantes en la calle Poeta Villaespesa, siendo esta una idea impulsada por el Ayuntamiento de Almería. 
El 11 de abril de 2012 tuvo lugar la colocación de la primera estrella en homenaje a Eduardo Fajardo, galardonado con el premio en 1999.
Pese a contar con estrella, el actor Joseph Fiennes, la actriz Blake Lively y los directores Brian de Palma Kevin Reynolds y Ridley Scott no fueron homenajeados en el marco del festival con el premio 'Almería Tierra de cine'. Salvo Eduardo Fajardo, ninguno de los galardonados anteriores a 2012 posee un lucero en el Paseo de las Estrellas. En 2024 la actriz Najwa Nimri recibió el galardón pero por problemas de agenda no pudo acudir al festival a inaugurar su lucero, siendo la primera persona en poseer el premio pero no estar en el Paseo de las Estrellas desde 2012.
| Año  | Nombre                                                 |
| ---- | ------------------------------------------------------ |
| 1997 | Gil Parrondo                                           |
| 1998 | Joaquín Romero Marchent                                |
| 1999 | Eduardo Fajardo                                        |
| 2000 | Sergio Leone                                           |
| 2001 | No hubo premio                                         |
| 2002 | Franco Nero                                            |
| 2003 | Ursula Andress                                         |
| 2004 | Claudia Cardinale                                      |
| 2005 | Raquel Welch                                           |
| 2006 | Eli Wallach Richard Lester                             |
| 2007 | Faye Dunaway Tonino Valerii                            |
| 2008 | Geraldine Chaplin                                      |
| 2009 | Ernest Borgnine                                        |
| 2010 | Mercedes Sampietro                                     |
| 2011 | Enrique Cerezo                                         |
| 2012 | Omar Sharif                                            |
| 2013 | Denis O'Dell Max von Sydow                             |
| 2014 | Arnold Schwarzenegger Terry Gilliam                    |
| 2015 | Patrick Wayne Ángela Molina                            |
| 2016 | Catherine Deneuve José Coronado                        |
| 2017 | Álex de la Iglesia Sophia Loren                        |
| 2018 | Luis Tosar Alison Doody Bo Derek                       |
| 2019 | Jorge Sanz Victoria Abril                              |
| 2020 | Manuel Martín Cuenca Antonio de la Torre Javier Cámara |
| 2021 | Iain Glen                                              |
| 2022 | Aitana Sánchez-Gijón Elena Anaya María de Medeiros     |
| 2023 | Nathalie Poza Álvaro Morte                             |
| 2024 | Verónica Sánchez Karra Elejalde Najwa Nimri            |

### Premios de Honor
Con la creación del Certamen Nacional de Series de Televisión en 2021 se acuñaron los Premios de Honor del festival, con los que se premia a una serie del panorama nacional (desde 2021) y a una figura televisiva nacional (desde 2022).
En la edición de 2023 se acuñó un nuevo Premio Especial de Honor que premia "la popularidad de una figura televisiva internacional", el cual se complementa con la impresión de las manos del ganador o ganadora en un segundo Paseo de la Fama, situado este en el entorno del Auditorio Maestro Padilla en la plaza Alfredo Kraus. A diferencia del Paseo de las Estrellas existente frente al Teatro Cervantes, el cual está dedicado a figuras del celuloide que hayan rodado en Almería, este nuevo espacio se abre a todo tipo de figuras, sin necesidad de que exista una vinculación directa con la provincia.
El 25 de noviembre de 2023 tuvo lugar la impresión de la primera de las huellas que conformarán dicho paseo, recayendo el galardón en el actor cubano-estadounidense William Levy.

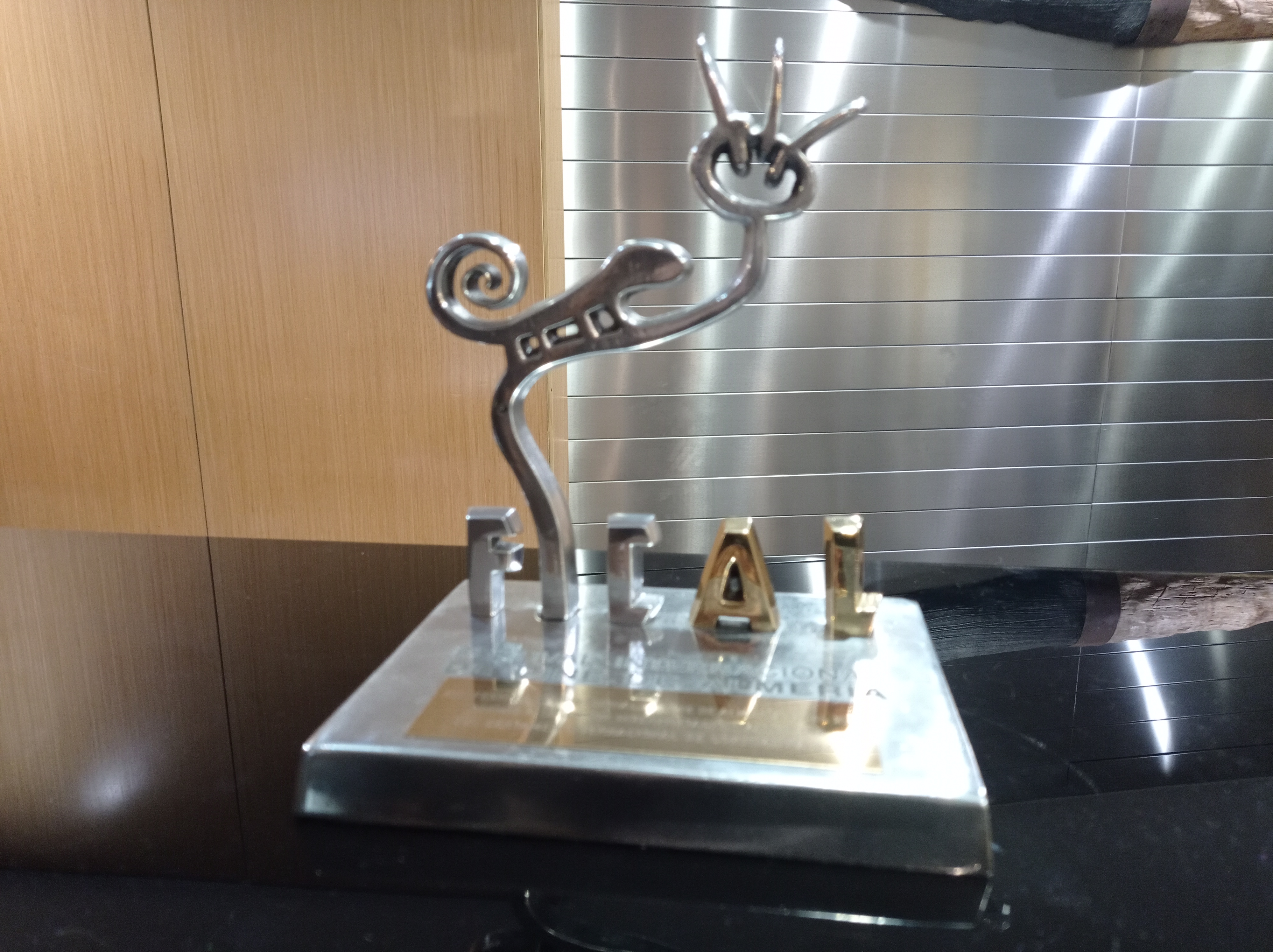
Premio de la edición 2023 de FICAL

| Año  | Nombre                                 |
| ---- | -------------------------------------- |
| 2021 | Cuéntame cómo pasó                     |
| 2022 | Amar es para siempreLoles León         |
| 2023 | La que se avecinaJosé MotaWilliam Levy |
| 2024 | Física o químicaSantiago Segura        |

## Edición 2015
El Festival celebra su XIV edición este 2015 con un volumen de cortometrajes que ha superado las expectativas de la organización del Festival almeriense.
Este año, el Festival cuenta con la colaboración de RTVE, La Caixa, el Instituto de las Artes y las Ciencias Cinematográficas de Madrid, Loterías y Apuestas del Estado y del Instituto de Cine de Argentina. Esta última colaboración supone, por primera vez en la historia del Festival, que este proyecto internacional de cortometrajes cruce el "charco" y se promocione en el país latinoamericano.
Homenajes del Festival 2015
- Homenaje "Almería, Tierra de Cine": Ángela Molina.
- Homenaje "Almería, Tierra de Cine": Patrick Wayne.
- Premio ASFAAN: Juan Fernández.

Proyecciones Festival 2015
Este año el Festival apuesta por proyecciones de diferente índole y que alberga desde el público más entendido hasta el nuevo público joven. Para ello se ha estructurado la siguiente programación:
- Preestreno de la película "Lejos del mar" : Esta película se preestrenará en el festival ya que ha sido grabada en Cabo de Gata.
- Almería en Cortito: A través de brillantes animaciones se pretende que las nuevas generaciones descubran la magia del cine.
- Europeos en Almería: contribuye a mantener viva la memoria de grandes rodajes que se produjeron en la provincia de Almería.
- Documental "Chicas nuevas 24 horas": este documental en clave de denuncia se centra en la trata de mujeres y niñas para su explotación sexual.
- Noches golfas en "La Oficina": La asociación cultural "La Oficina" pone a disposición del festival un espacio donde los proyectos más arriesgados encuentran su escenario perfecto para contar esas historias que quedaron fuera de la selección oficial de Almería en corto.
- Ciclo "Corto Argentina": En este ciclo se pretende acercar la producción de contenido argentino al público español.
- Ciclo premios "Almería en Corto": Proyecciones de los mejores trabajos que han pasado por el festival dirigidos al público de la tercera edad.